# 金廷烈
金廷烈（？—？），江苏吴江人，清朝政治人物。苻经历举人出身。
乾隆二十年署，擔任廣東廣州府永安縣知縣（現紫金縣知縣）。后由王元琨接任。